# Нифонтов, Глеб Иванович
Глеб Иванович Ни́фонтов (20 июня 1922, Кострома — 1 октября 1991, Московская область) — советский кинорежиссёр и организатор кинопроизводства.

## Биография
Родился 20 июня 1922 года. Во время Великой Отечественной войны служил радистом на Ленинградском, Волховском и 3-м Прибалтийском фронтах. Член ВКП(б) с 1943 года. В 1946—1947 годах учился на электромеханическом факультете МЭИ.
В 1953 году окончил режиссёрский факультет ВГИКа (мастерская Л. В. Кулешова и А. С. Хохловой).
В 1962—1963 годах преподаватель ВГИКа.
В 1953—1963 годах режиссёр на «Моснаучфильме». Участвовал в первой советской антарктической экспедиции. Режиссёр и автор сценариев документальных, научно-популярных фильмов.
С 1963 года заместитель председателя Комитета по кинематографии при СМ РСФСР, с 1978 года — президент секции научно-популярного кино МАНК.
Погиб в автокатастрофе 1 октября 1991 года. Похоронен в Москве на Ваганьковском кладбище.

## Семья
- жена — Нифонтова, Руфина Дмитриевна, народная артистка СССР
- дочь Ольга

## Фильмография
игровые
- 1954 — Враги и друзья (к/м; совместно с Л. А. Антоновым)
- 1958 — Звероловы
- 1961 — Зелёный патруль[3]

научно-популярные
- 1955 — Самоходное шасси; Летающий вагон
- 1956 — У берегов Антарктиды
- 1957 — Отливы и приливы
- 1959 — Голубые песцы Пети Синявина; Там, где живут пеликаны
- 1961 — Ищу компаньона
- 1962 — Мезень — река северная

## Награды
- орден Отечественной войны I степени (28.4.1989)
- орден Красной Звезды (8.8.1944)
- медали